# فلیسم
فلیسم (به آلمانی: Fließem) یک شهر در آلمان است که در بیتبورگ-پروم واقع شده‌است.